# Anarchie und Alltag
Anarchie und Alltag ist das zweite Studioalbum der deutschen Hip-Hop-Band Antilopen Gang. Es erschien am 20. Januar 2017 über das Label JKP. Der Vertrieb erfolgt über Warner Music. Der Titel des Albums ist eine Reverenz auf das Fehlfarben-Album Monarchie und Alltag.

## Hintergrund
Im Oktober 2016 gab die Band Antilopen Gang bekannt, dass sie ein neues Album veröffentlichen werden. Zeitgleich wurden die Tour-Termine für 2017 bekanntgegeben.
Im Januar 2017 gab die Band zudem bekannt, dass man zusätzlich zum neuen Album Anarchie und Alltag zwölf alte Lieder als Punkrockversionen neu arrangiert und aufgenommen habe. Diese werden unter Mitwirkung von Gastsängern wie Bela B. (Die Ärzte), Campino (Die Toten Hosen), MC Motherfucker (Terrorgruppe), Jan „Monchi“ Gorkow (Feine Sahne Fischfilet) und  Wölfi (Die Kassierer) aus der (Deutsch-)Punk-Szene als Bonusalbum unter dem Namen Atombombe auf Deutschland veröffentlicht. Das Album wurde innerhalb weniger Wochen fertiggestellt. Als Instrumentalist beteiligte sich Samuel Dickmeis alias Männi, der bereits bei Livegigs der Antilopen-Gang als Schlagzeuger beteiligt war, an dem Punkalbum.
Das Album erschien am 20. Januar 2017 über Jochens kleine Plattenfirma (JKP), das Label von Die Toten Hosen. Die Version mit dem Album Atombombe auf Deutschland erschien als Doppel-CD sowie als Dreifach-LP inklusive der CD-Version des Albums.

## Albumcover
Das Cover zeigt eine moderne Ferienanlage mit Kindern, die auf einer Wiese sitzen, in einer irrealen 3D-Grafik, die an Neubauwerbung erinnern soll. Das Haus ist als Anspielung auf das Cover von Monarchie und Alltag der Band Fehlfarben, die Pate für den Titel standen, zu sehen. Deren Cover zeigte einen sanierungsbedürftigen Altbau mit einer Werbetafel. Der Schatten eines Kampfflugzeuges, das gerade eine Bombe abwirft, ist auf dem Rasen zu sehen.

## Titelliste
Reguläres Album
| #  | Titel                    | Featuregast      | Länge |
| -- | ------------------------ | ---------------- | ----- |
| 1  | Das Trojanische Pferd    |                  | 4:05  |
| 2  | Patientenkollektiv       |                  | 3:48  |
| 3  | Pizza                    |                  | 3:01  |
| 4  | Fiasko                   |                  | 4:20  |
| 5  | Tindermatch              |                  | 2:56  |
| 6  | Alf                      |                  | 3:40  |
| 7  | Liebe Grüße              | Fatoni           | 3:26  |
| 8  | Hilfe                    |                  | 3:30  |
| 9  | Baggersee                |                  | 2:41  |
| 10 | Fugen im Parkett         | Schorsch Kamerun | 4:17  |
| 11 | Flop                     |                  | 3:45  |
| 12 | RAF Rentner              |                  | 4:40  |
| 13 | Lob der Lüge             |                  | 4:17  |
| 14 | Gestern war nicht besser |                  | 4:30  |

Bonusalbum Atombombe auf Deutschland 
| #  | Titel                       | Gastsänger        | Länge |
| -- | --------------------------- | ----------------- | ----- |
| 1  | Stück Dreck                 | MC Motherfucker   | 3:56  |
| 2  | Anti Alles Aktion           | Claus Lüer        | 4:23  |
| 3  | Pizza                       | Bela B            | 2:52  |
| 4  | Abwasser                    | Peter Hein        | 3:46  |
| 5  | Verliebt                    | Monchi            | 3:08  |
| 6  | Fick die Uni                | Cecilia Boström   | 3:09  |
| 7  | Beton                       | Harry Rag         | 3:01  |
| 8  | Beate Zschäpe hört U2       | Jan Windmeier     | 3:23  |
| 9  | Enkeltrick                  | Campino           | 2:33  |
| 10 | Der goldene Presslufthammer | Ingo Donot        | 3:54  |
| 11 | Alkilopen                   | Wolfgang Wendland | 3:32  |
| 12 | 110                         | Dirk Jora         | 4:40  |

## Musikstil und Texte
Der Titel des Albums spielt auf den Fehlfarben-Klassiker Monarchie und Alltag an und ist eine Referenz zur Punk-Herkunft der Bandmitglieder.
Die Liedtexte sind inhaltlich sowohl politisch als auch humoristisch und ironisch orientiert. So wird im Song Tindermatch eine fiktive Liebesgeschichte eines rechten Propagandisten mit Namen „Lutz“ (gemeint ist vermutlich Lutz Bachmann von Pegida) und eines salafistischen Aktivisten namens „Denis“ (vermutlich Denis Cuspert, ehemals Deso Dogg, später Mitglied der Terrorgruppe Islamischer Staat) erzählt, die sich über die Dating-App Tinder kennenlernen. RAF-Rentner hat den Lebensabend von Angehörigen der Roten Armee Fraktion zum Gegenstand. Der Song ist ein Spottlied auf ehemalige Mitglieder der linksextremistischen Terrorgruppe.
In dem Lied Baggersee wird die schwarzhumorig gemeinte Forderung nach der vollständigen Auslöschung des Staates Deutschland und seiner Bevölkerung durch Nuklearwaffen erhoben, um das zerstörte und radioaktiv verseuchte Territorium anschließend in einen gigantischen Baggersee umzufunktionieren. Der Refrain dient gleichzeitig als Namensgeber für das beiliegende Punkalbum. Wegen dieses Liedes wird die Band häufig der antideutschen Szene zugeordnet. Während Koljah dieser Einordnung der Band im Hinblick auf ihre politische Orientierung zustimmt, sieht er in der Bezeichnung gleichzeitig auch einen Versuch der Diffamierung. Außerdem erwähnte die Band in den Interviews, das ihre Texte nicht ernst gemeint seien und sie sich vor allem „dagegen verwehren, prodeutsch zu sein.“

## Musikvideos
Zu den beiden Songs Das trojanische Pferd (18. November 2016) und Pizza (9. Januar 2017) wurden zwei Videos gedreht, die vor Veröffentlichung des Albums erschienen. Nach der Veröffentlichung folgten noch die Videos zu Baggersee, Liebe Grüße und Patientenkollektiv.

## Rezeption

### Kritik
| Professionelle Bewertungen | Professionelle Bewertungen |
| -------------------------- | -------------------------- |
| Kritiken                   |                            |
| Quelle                     | Bewertung                  |
| Backspin Hip Hop Magazin   | [ 13 ]                     |
| laut.de                    | [ 14 ]                     |
| Musikexpress               | [ 15 ]                     |
| tonspion.de                | [ 16 ]                     |
| rappers.in                 | [ 17 ]                     |

Das Album erhielt überwiegend positive Kritiken. Alexander Austel von der E-Zine Laut.de bewertete es mit 4 von 5 Sternen und resümiert, dass die Antilopen Gang mit ihrer „Selbstironie, schrägen Humor, Gesellschaftskritik, Blödeleien, aber auch tiefer schürfenden Themen wie Depression, Suizid und Selbstachtung“ nach wie vor positiven Anklang erfahren. Es sei ein „witziges und zum Nachdenken anregendes Album“.
Dennis Pohl von Spiegel Online bescheinigte dem neuen Album „musikalisch ausgewogener und textlich vielschichtiger als sein Vorgänger“ zu sein.
Frank Sawatzki von der Zeitschrift Musikexpress schreibt, das Album „komme einer Abrechnung mit Gott, der Welt, Deutschland und mit uns selbst gleich“. Die Antilopen Gang bleibe „unberechenbar und wendig“. Besonders betont werden auch die zahlreichen politischen Anspielungen auf der Platte.
Arne Lehrke vom Hip-Hop-Magazin Juice betont besonders die Vielfältigkeit des Albums: Die Platte sei „mal weniger, mal mehr politisch aufgeladen“ und „trotz ihrer Annäherung an eine Vielzahl Genres“ ergebe es „ein stimmiges Album“. Er resümiert, dass dies ein „Triumph der Vielseitigkeit“ sei.
Der Rezensent vom Hip-Hop-Blog rap.de bezeichnete es gar als „antilopsche Misanthropie per excellence“. So spiele Danger Dan „weiterhin sein Gesangstalent aus“ und Panik Panzer glänze „durch spannende Flows und unvorhersehbare Reime“.
Marinus Seeleitner von tonspion.de ordnet das Album in den Gesamtkontext der Musikrichtung ein: Hip-Hop sei „nicht nur Raptechnik und Beatproduktion, sondern auch ganz viel Aussage und (Unter)Haltung und dabei macht der Antilopen Gang so schnell niemand etwas vor“.
Eine kritischere Stimme kommt vom Hip-Hop-Blog rappers.in. Für Rezensent Yannik Gölz ist es „ein schwammiges und unsicheres Album von einer Antilopen Gang, die musikalisch wie thematisch irgendwie neben sich steht und versucht, das mit sehr vielen Ironieschichten zum Selbstbild zu machen“. Sein Urteil: „Funktioniert stellenweise, funktioniert aber nicht durchgehend.“
Auch Steffen Bauer von MZEE bewertete das Album weitestgehend positiv. In seiner Kritik schreibt er, es gäbe auf dem Album viele Songs, die „in die Kerbe politischer Tracks mit Augenzwinkern“ schlagen. An den Beats bemängelt er jedoch, diese seien „zumeist recht unauffällig und verblassen im Vergleich zu den Texten“. Insgesamt findet er, dass einem „zwischen Lachen und Weinen das breite Spektrum menschlicher Erfahrungen präsentiert“ und man dabei „gut unterhalten“ wird.
Das Backspin Hip Hop Magazin bewertete das Album in einer Sammelrezension der gesamten Redaktion mit 7,6 von 10 Sternen. Das Album wurde dabei überwiegend wohlwollend besprochen, wobei nicht allen in der Redaktion die Punk-Anteile zusagten.

### Chartplatzierungen
Das Album erreichte Platz 1 der deutschen Albumcharts und stellte damit den kommerziellen Höhepunkt ihrer bisherigen Karriere dar. Auch in den Nachbarländern Österreich und der Schweiz konnte sich das Album in den jeweiligen Charts platzieren. In Österreich kam es auf Platz 5 und in der Schweiz Platz 27.